# George Clavering-Cowper (3e comte Cowper)
George Nassau Clavering-Cowper, 3e comte Cowper (1738 - 22 décembre 1789), est un pair anglais qui débute le Grand Tour dans son enfance, puis qui émigre effectivement. En dépit d'être membre du Parlement et d'hériter des terres et le titre de comte Cowper en Angleterre, il reste en Italie. Il amasse une précieuse collection d'art et devient un Prince du Saint-Empire. Il est un mécène des arts et des sciences. 

## Biographie
George Nassau Clavering-Cowper est le fils de William Clavering-Cowper (2e comte Cowper) et le filleul de George II. Il fait ses études au Collège d'Eton. Son éducation devait être complétée par un Grand Tour. Ce rite de passage pour les aristocrates britanniques leur imposait de parcourir le continent en compagnie d'un tuteur. 
Clavering-Cowper s'appelle à l'époque le vicomte Fordwich. Accompagné de son tuteur, ils parcourent la France, les Pays-Bas et l'Allemagne avant que Clavering-Cowper n'aille étudier pendant deux ans en Suisse. Contrairement aux autres, il est indépendant de ses parents puisqu'il a hérité d'une fortune de son grand-père maternel en 1754. Les touristes arrivent à Florence le 7 juillet 1759. 
Le père de Fordwich attend son retour; il s'arrange pour qu'il soit élu député de Hertford en décembre 1759. Cependant, Fordwich s’installe dans la société florentine. L'année suivante, son tuteur, Jean Chastellain, demande et obtient l'autorisation d'abandonner sa charge. Le 2e comte autorise Chastellain à regagner sa ville natale de Vevey. 

### Florence

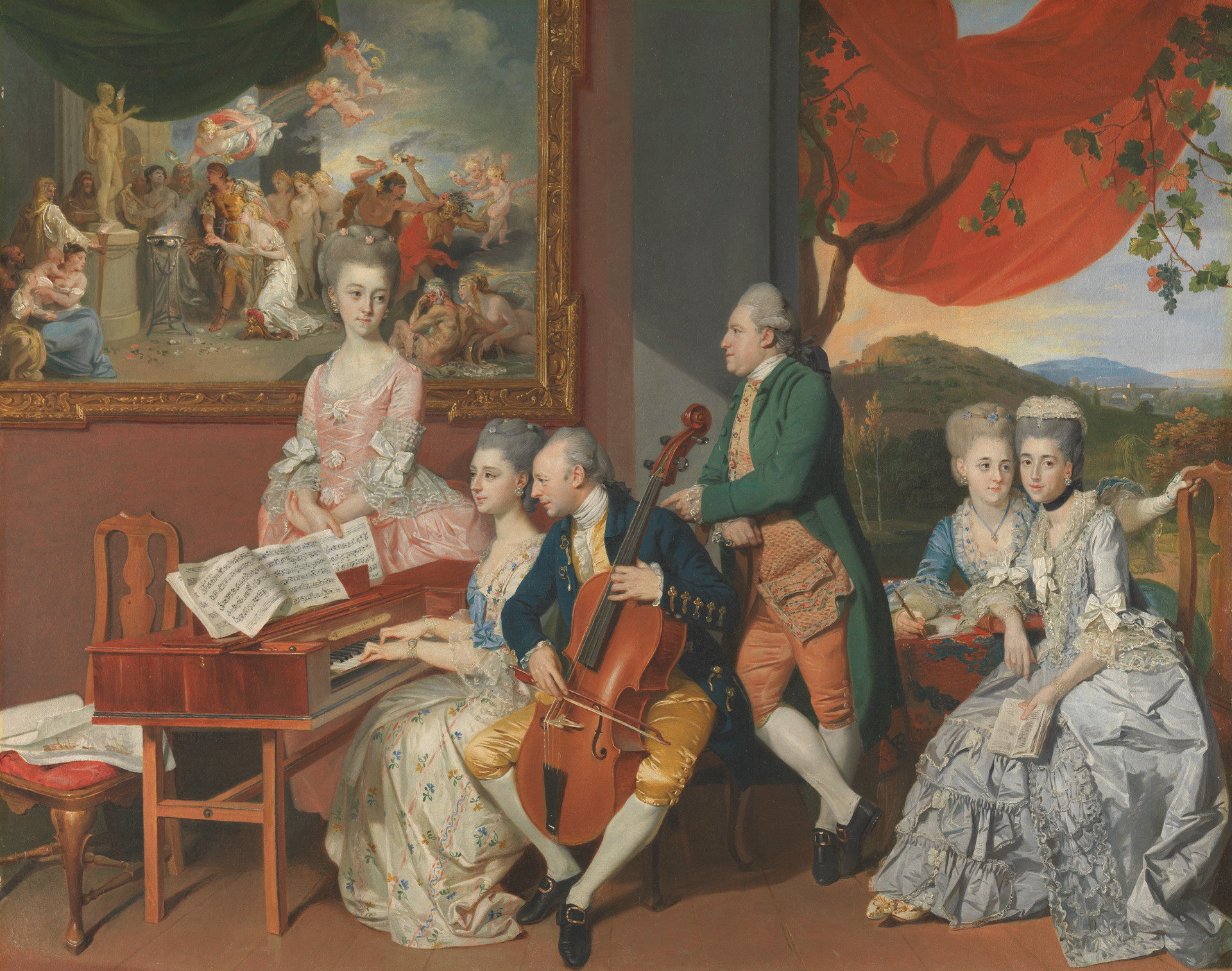
La famille Gore de Zoffany. La fille de Gore, Hannah, est en haut à gauche, Gore est au centre et le futur marié est la figure debout à droite

Il épouse Hannah Anne Gore, âgée de 16 ans, fille de Charles Gore (artiste) (en), le 2 juin 1775. La fiancée est commémorée par un tableau de Zoffany commandé par le nouveau beau-père de Fordwich. En 1780, il achète la Villa Palmieri à Fiesole qui surplombe Florence. Ils ont trois enfants. les deux premiers deviennent les 4e et 5e comtes Cowper. 
Bien que George Nassau Cowper ait quitté les sièges de sa famille et son père en Angleterre, il n'est pas sans relations. Il a l'ambition d'être le représentant britannique à Florence et il tente d'accroître ses faveurs auprès du roi. Il envoie un petit tableau au roi et de nouvelles copies d'œuvres italiennes en Angleterre. Le poste qu'il recherche est occupé par Horace Mann (1er baronnet) qui, même s'il n'est pas aussi en faveur que Cowper, demeure résident britannique à Florence. 
Il réussit à devenir prince du Saint-Empire romain germanique sous le titre de prince de Nassau d'Auverquerque (sa mère est née "Henrietta Nassau d'Auverquerque") et il est autorisé par George III à adopter ce titre. Cowper ne rentre qu'une seule fois en Angleterre, et ce n'est qu'une brève visite après plus de trente ans d'absence. Son arrivée est si remarquable que Horace Walpole en a parlé. 

## Collection d'art

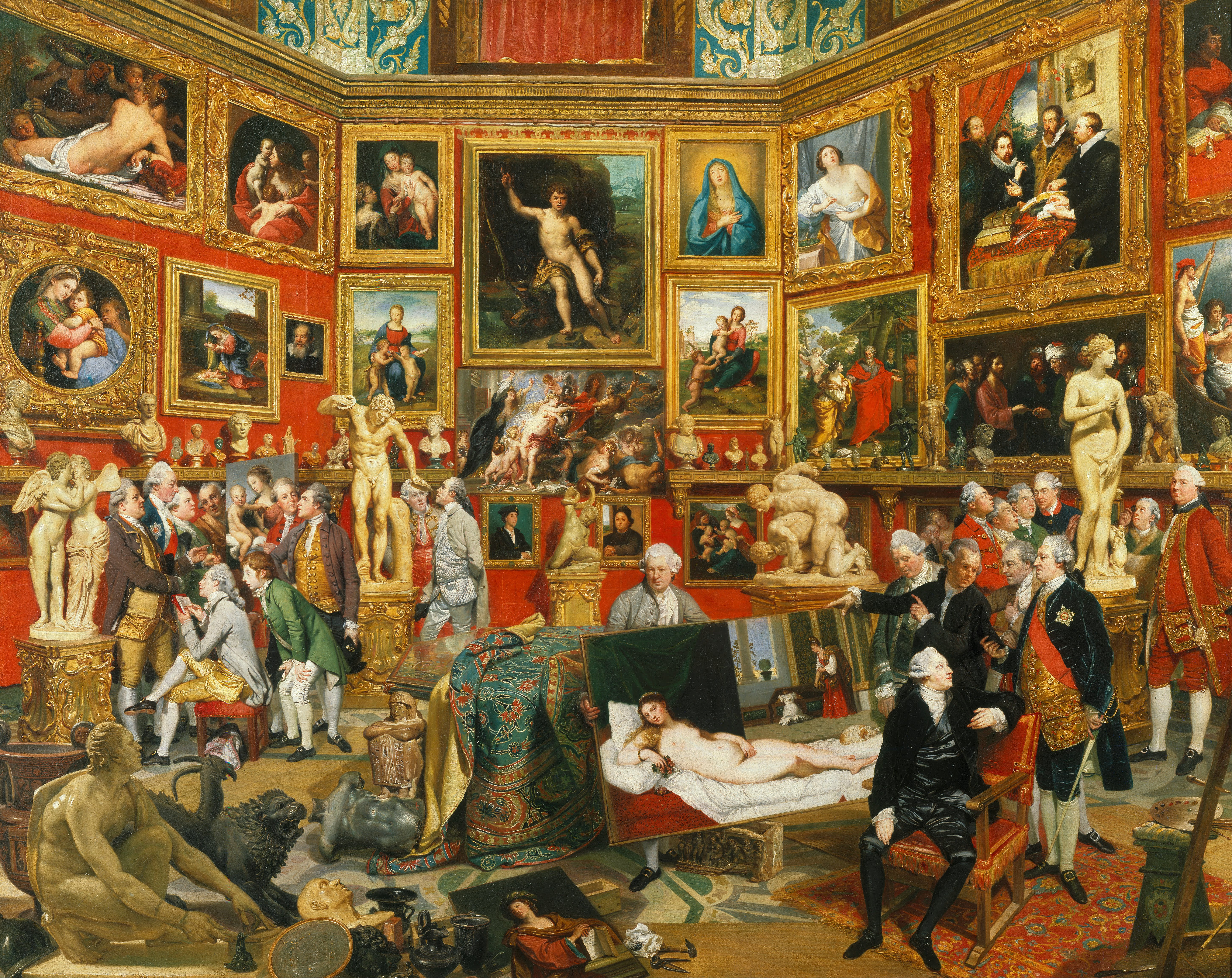
La tribune des Offices

La collection d'art de Cowper absorbe une grande partie de son temps et de son argent. Parmi ses biens les plus remarquables figurent deux tableaux de Raphaël. Le premier est connu sous le nom de La Petite Madone Cowper et l’autre est La Grande Madone Cowper. Ce dernier est particulièrement remarquable en ce qu’on le voit évaluer le tableau dans un autre tableau. La Tribune des Offices montre Cowper en train de regarder le tableau tel qu'il est offert par Johan Joseph Zoffany. Ce dernier a acheté la peinture à la famille Niccolini en 1782 et l'a vendue à Cowper en 1785 . 
Zoffany est en Italie pour une mission de la famille royale anglaise afin de peindre la Tribuna. Zoffany perd son poste de peintre de la cour en raison de l'inclusion de personnalités dans ce tableau. Réputé, Cowper est jugé acceptable mais les autres sont jugés inutiles . 
Cowper utilise le savoir-faire de Zoffany pour augmenter la valeur de sa collection d'art en plus de lui donner des commissions. Zoffany peint Cowper et sa fiancée séparément et les a tous deux inclus dans le tableau commandé par son beau-père, Charles Gore. Parmi les artistes rassemblés par Cowper figurent Giuseppe Antonio Fabbrini, l’artiste paysagiste Francesco Zuccarelli, Jacob Philipp Hackert et Hugh Primrose Dean. Après 1778, Cowper achète la Sainte Famille de Fra Bartolomeo en 1779 et soutient également Joseph Plura, Innocenzo Spinazzi, Hugh Douglas Hamilton et Jacob More . 
Le soutien de Cowper ne s'est pas limité aux artistes. Son cousin William Cowper, un poète renommé, reçoit de lui une généreuse rente . Le comte Volta reçoit aussi un laboratoire complet de Cowper, en entretient une correspondance avec lui  car Cowper assiste Volta pour la traduction d'un article présenté à la Royal Society. 

## Mort et héritage
Cowper est décédé le 22 décembre 1789 à l'âge de 51 ans des suites de l'hydropisie . Son corps est renvoyé en Angleterre et enterré à Hert. Son titre est repris par son fils aîné, George Augustus. Son deuxième fils, Peter Léopold Louis Francis Nassau, hérite de ce titre en 1799 et le conserve pendant 38 ans. 